# Монтеротондо-Мариттимо
Монтерото́ндо-Мари́ттимо (итал. Monterotondo Marittimo) — коммуна в Италии, располагается в области Тоскана, в провинции Гроссето.
Население составляет 1307 человек (2008 г.), плотность населения составляет 12 чел./км². Занимает площадь 103 км². Почтовый индекс — 58025. Телефонный код — 0566.
Покровителем коммуны почитается священномученик Лаврентий, празднование 10 августа.

## Население
Динамика населения:

## Администрация коммуны
- Официальный сайт: http://www.comune.monterotondomarittimo.gr.it